# Julius Riemann

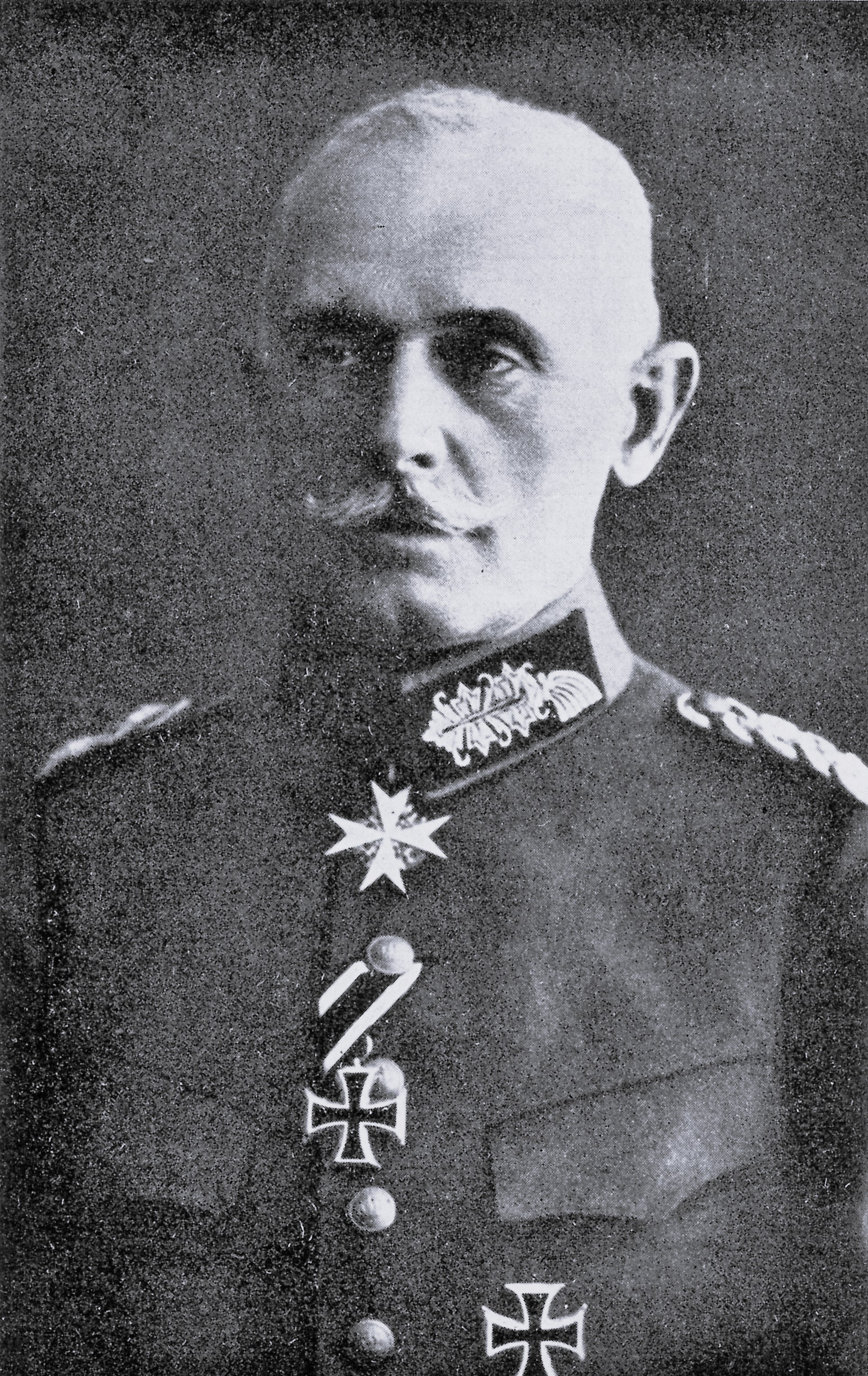
General der Infanterie Julius Riemann (1915)

Julius Friedrich Riemann (* 16. April 1855 in Graudenz; † 15. Juni 1935 in Wiesbaden) war ein preußischer General der Infanterie im Ersten Weltkrieg.

## Leben
Riemann studierte Philosophie an der Universität Berlin und trat 1878 als Einjährig-Freiwilliger in das 2. Garde-Regiment zu Fuß der Preußischen Armee ein. Von dort erfolgte seine Versetzung in das Infanterie-Regiment „von Wittich“ (3. Kurhessisches) Nr. 83 nach Kassel. Als Hauptmann kam Riemann 1890 in den Großen Generalstab und im weiteren Verlauf seiner Militärkarriere stieg er am 9. April 1912 unter gleichzeitiger Beförderung zum Generalleutnant zum Kommandeur der 15. Division auf. In dieser Stellung erhielt er den Kronenorden II. Klasse mit Stern.
Mit Ausbruch des Ersten Weltkriegs und der Mobilmachung marschierte seine Division im Verbund des VIII. Armee-Korps über Luxemburg in das neutrale Belgien ein. Am 5. Oktober 1914 ernannte man ihn zum Kommandierenden General des VIII. Armee-Korps. In dieser Funktion folgte am 27. Januar 1915 die Beförderung zum General der Infanterie. Nachdem Riemann bereits beide Klassen des Eisernen Kreuzes erhalten hatte, wurde er infolge seiner Führung in der Winterschlacht in der Champagne am 16. März 1915 mit dem Orden Pour le Mérite ausgezeichnet.
Im Anschluss führte er vom 17. Dezember 1916 bis zum 22. November des Folgejahres das VI. Armee-Korps. Unter Verleihung des Roten Adlerordens I. Klasse mit Eichenlaub und Schwertern wurde Riemann am 23. Dezember 1917 altersbedingt zu den Offizieren von der Armee versetzt, am 6. März 1918 zur Disposition und gleichzeitig à la suite des 5. Rheinischen Infanterie-Regiments Nr. 65 gestellt.
Die Nationalsozialisten benannten am 1. Juni 1938 nach ihm in Düren die ehemalige Julius-Riemann-Kaserne.